# Eiga Monogatari
Eiga Monogatari (栄花物語, "História de Esplendor")

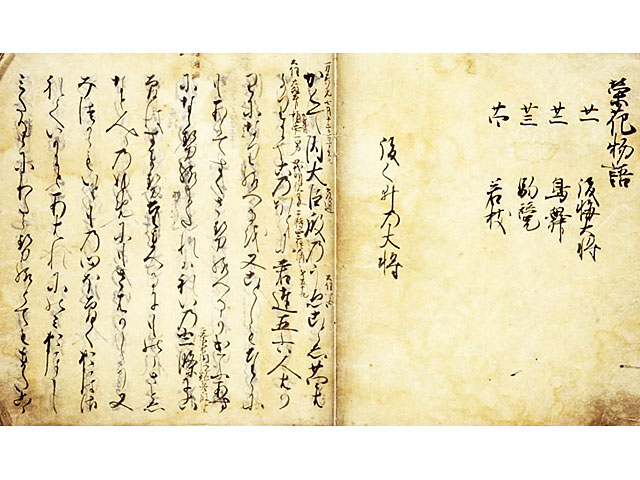
Um Monogatari

é um monogatari japonês que relata eventos da vida do Kuge Fujiwara no Michinaga. Acredita-se que tenha sido escrito por vários autores ao longo de cerca de um século, de 1028 a 1107.
É notável por dar grandes créditos ao clã Fujiwara, especialmente a Michinaga. A obra foi traduzida para o inglês por William H. e Helen Craig McCullough em 1980 como A Tale of Flowering Fortunes.
O monogatari está relacionado tanto às histórias oficiais da corte, como o Rikkokushi, como a outras obras de ficção em prosa, como o Genji Monogatari.